# Stazione di Versailles Château-Rive Gauche
La stazione di Versailles Château-Rive Gauche (in francese Gare de Versailles-Château-Rive-Gauche) è una stazione ferroviaria della cittadina di Versailles, nel dipartimento dell'Yvelines, capolinea della ferrovia Parigi-Versailles.
La parola Château fa riferimento alla vicinanza con la celebre reggia.

## Storia
La stazione di Versailles-Rive-Gauche fu aperta il 10 settembre 1840.
Fu ricostruita quando la città divenne sede del governo e della Camera dei Deputati, dal 1871 al 1879.

## Movimenti
La stazione è servita dai treni della linea RER C.